# 绍滕斯
绍滕斯是奥地利蒂罗尔州伊姆斯特县的一个市镇。总面积11.61平方公里，总人口1334人，人口密度114.9人/平方公里（2005年）。